# Rostrup (Bad Zwischenahn)
Rostrup ist ein Ortsteil der Gemeinde Bad Zwischenahn im niedersächsischen Landkreis Ammerland. Die Bauerschaft besteht aus dem direkt am Westufer des Zwischenahner Meeres liegenden Rostrup I und dem sich weiter westlich befindenden Rostrup II, zu dem auch die an der Stadtgrenze zu Westerstede liegende Ortschaft Deepenfurth gehört. Die Ortslagen werden durch die Elmendorfer Landstraße getrennt. Rostrup ist – gemessen an der Einwohnerzahl – nach Bad Zwischenahn selbst und Petersfehn der drittgrößte Ortsteil der Gemeinde.

## Geschichte

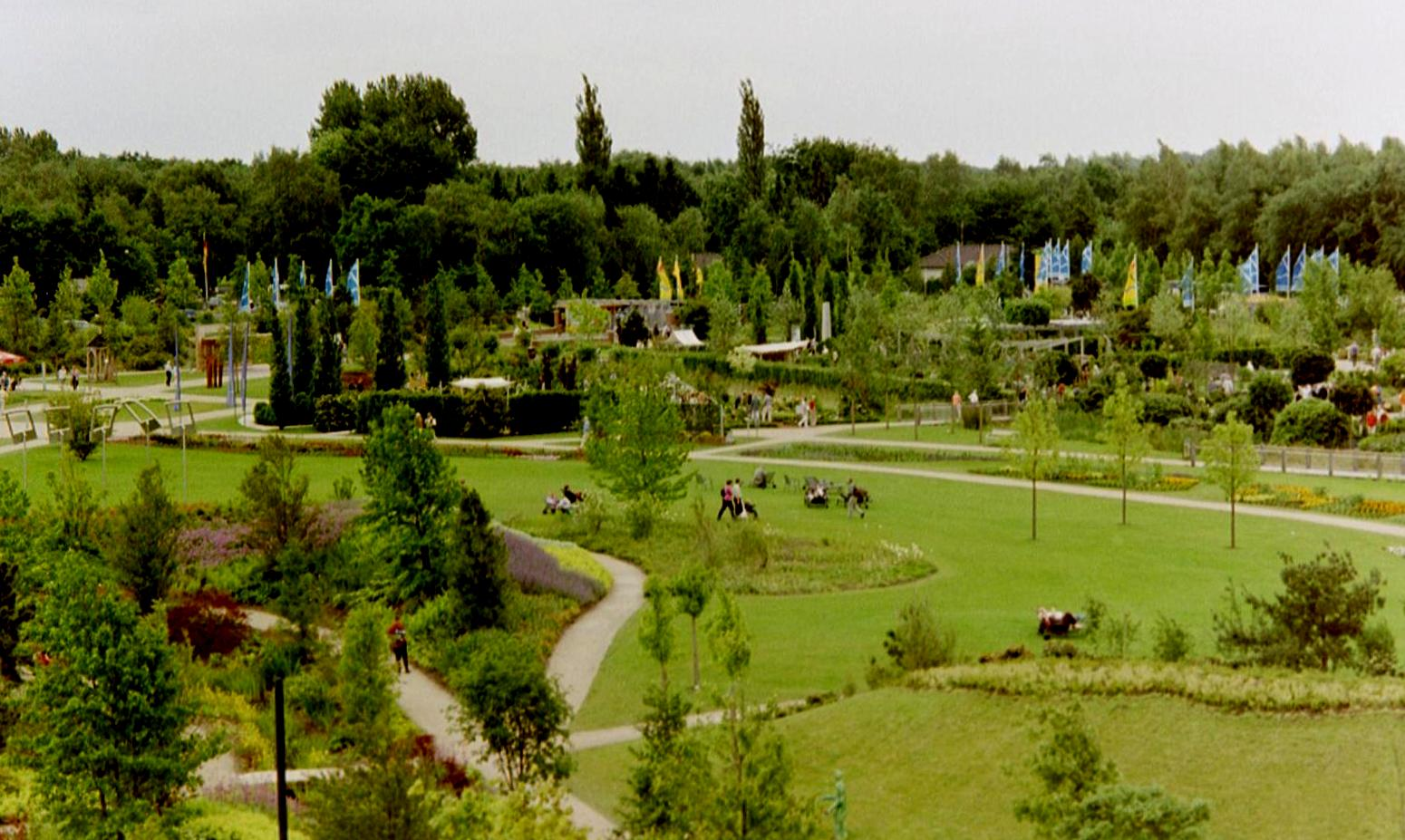
Niedersächsische Landesgartenschau 2002 in Rostrup

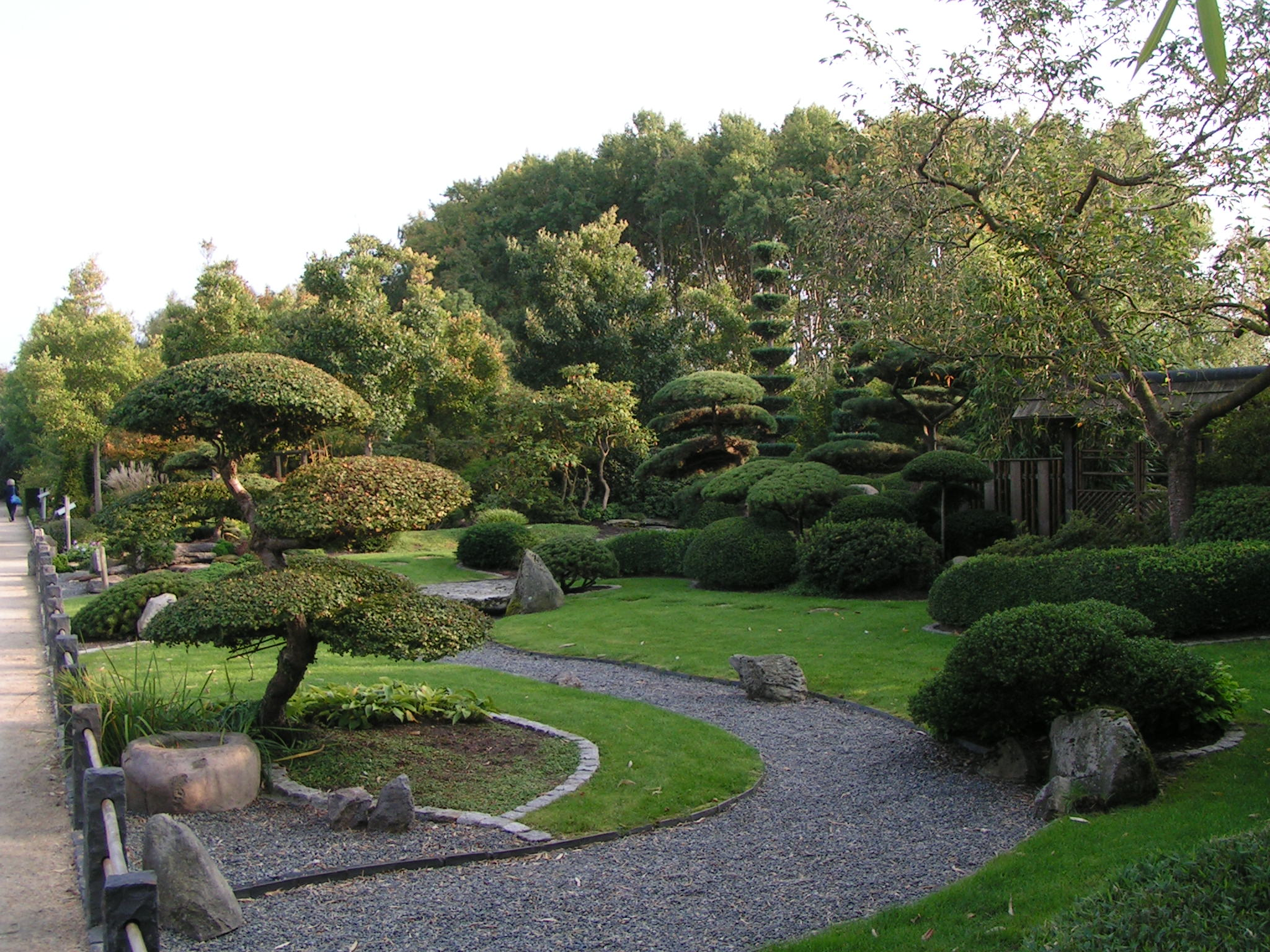
Japanischer Garten im „Park der Gärten“ 2009

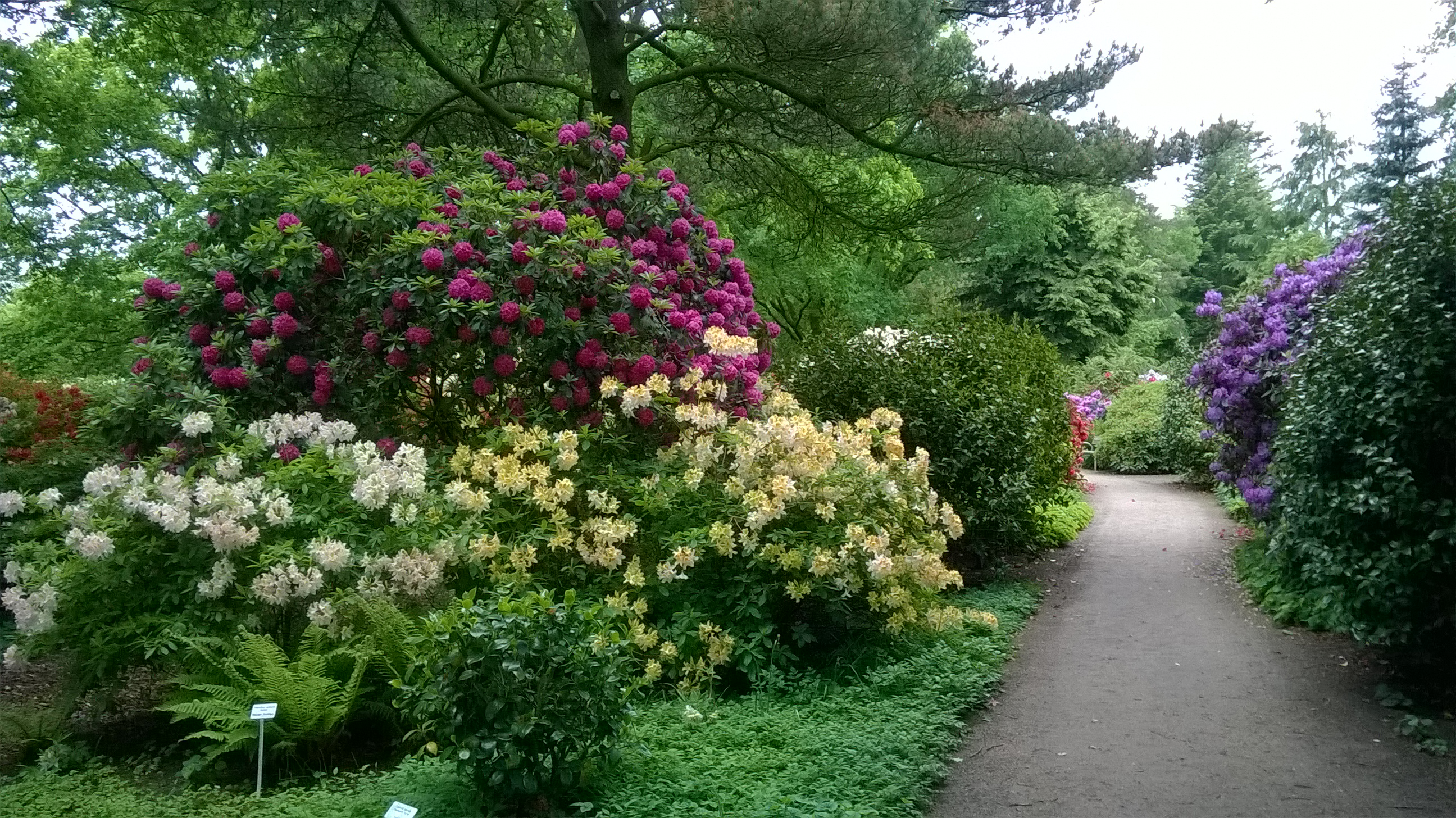
Rhododendronpark in Rostrup

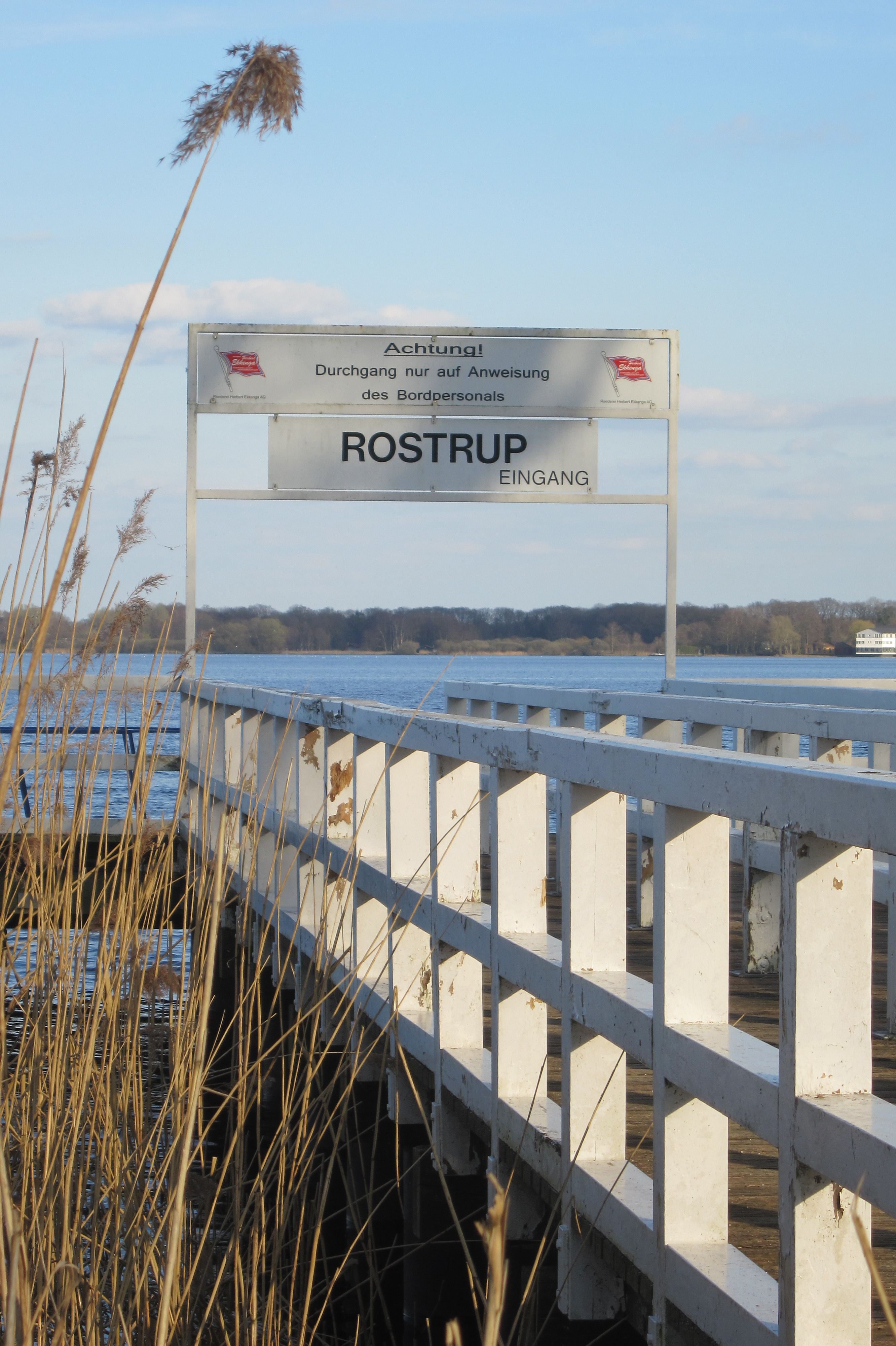
Bootsanlegestelle Rostrup

Der Name Rostrup (älter Rosthorpe, Rostorp) leitet sich von altsächsisch *rôs ‚Rohr‘ und thorp ‚Dorf‘ ab. Wie auch Ekern wurde Rostrup als Eschdorf gebaut. Die älteste Erwähnung des Dorfes findet man im Oldenburger Urkundenbuch im Jahr 1240. 1428 waren hier acht Bauernhöfe verzeichnet, fünf gehörten dem Grafen von Oldenburg und ein Hof dem Kloster Rastede, zwei weitere waren Junkerhöfe. 1474 wurde der Ort von Soldaten des Bischofs Heinrich von Münster abgebrannt.
Direkt am Zwischenahner Meer liegt an der Grenze zur Bauerschaft Zwischenahn das Gut Eyhausen. Das Gut wechselte als adelig freies Gut im Laufe der Jahrhunderte mehrfach den Besitzer. Im Oldenburger Urkundenbuch wurde es 1331 als Edinchusen erstmals erwähnt. Die Bedeutung des Namens leitet sich wohl am ehesten aus der um 1428 gebräuchlichen Bezeichnung Edelinghusen ab, was auf eine „Behausung“ von Edelleuten hinweist. Gegründet wurde die Anlage durch die Herren von Elmendorff, die es zusammen mit ihren Gütern im Ammerland mit den Grafen von Oldenburg tauschten. 1679 erwarb ein Oberst Pott das Gut und die dazugehörigen Ländereien. Er war Kommandant der Festung Oldenburg, wurde vom dänischen König geadelt und nannte sich fortan "von Pottendorf". Er ließ die alte Burg abreißen und durch das existierende schlossartige Herrenhaus ersetzen.
Der Name Deepenfurth ist plattdeutsch und bedeutet so viel wie Tiefer Weg.

## Fliegerhorst Zwischenahn
Bis Anfang des 20. Jahrhunderts bestimmte die Landwirtschaft das Gesicht des Ortes. 1936 wurde in Rostrup direkt am Zwischenahner Meer ein zunächst ziviler Flugplatz errichtet, der ab 1939 in einen Militärflugplatz umgewandelt und erheblich erweitert wurde. In der Folge mussten die örtlichen Bauern auf einen Großteil ihres Eschlandes zur Landwirtschaft verzichten. Außerdem wurde verfügt, dass von den Windmühlen in Rostrup und Elmendorf die Flügelkappen abmontiert wurden, da sie für die startenden und landenden Flugzeuge zur Gefahr werden konnten.
Der Flugplatz diente bis zum Ende des Zweiten Weltkrieges verschiedenen Verbänden als Basis, unter anderem auch dem Erprobungskommando 16, das von dort Tests mit der Messerschmitt Me 163 durchführte. Offiziell wurde der Militärflughafen anlässlich Adolf Hitlers 50. Geburtstag am 20. April 1939 der Luftwaffe übergeben. Von hier flogen Flieger der Luftwaffe ab dem 10. Mai 1940 ihre Angriffe auf die Niederlande und Großbritannien. Einer der Einsätze war die Bombardierung von Rotterdam 1940 am 14. Mai 1940. Sie kostete 814 Zivilisten das Leben, zerstörte die komplette Altstadt und führte unmittelbar zur Kapitulation der niederländischen Regierung. 1944 und 1945 wurden insgesamt vier Luftangriffe von Alliierten Luftverbänden auf Rostrup geflogen, der letzte am 24. März 1945. Im Mai 1945 wurde der Flugplatz von kanadischen Einheiten besetzt.
Ab 1952 wurde ein Teil des Geländes zunächst von der Royal Air Force und später von der Bundeswehr als Lazarett genutzt. Von 1970 an hieß die Einrichtung Bundeswehrkrankenhaus Bad Zwischenahn. 2008 wurde sie als Bundeswehrkrankenhaus Westerstede nach Westerstede verlegt. 2012 wurde das bisher vom Krankenhaus genutzte Gelände an einen privaten Investor verkauft.
Der schon nach 1945 nicht mehr militärisch genutzte Teil des ehemaligen Flughafengeländes wird heute größtenteils vom Park der Gärten, dem Golfclub am Meer als Golfplatz und vom Luftsportverein Oldenburg/Bad Zwischenahn als Segelfluggelände Bad Zwischenahn-Rostrup genutzt.
Durch den Bau des Fliegerhorstes und der zugehörigen Siedlungen zunächst für die deutschen und später für die britischen Beschäftigten änderte sich der einst dörfliche Charakter Rostrups nachhaltig. Heute wird der Ort von einer durchgehenden Bebauung mit vielen Mehrfamilienhäusern und durch den sozialen Wohnungsbau geprägt.

## Bildung
Grundschule Rostrup
Das Einzugsgebiet der Grundschule umfasst nicht nur Rostrup selbst, sondern zusätzlich noch die Bauerschaften Ohrwege und Dänikhorst, seit deren Schulen in den 1970er-Jahren geschlossen wurden. Der Grundschule sind dazu noch eine Sprachheilklasse und ein Schulkindergarten angeschlossen, die von Schülern aus dem gesamten Gemeindegebiet besucht werden.
Grundschule Christophorus
Die katholische Grundschule für die Gemeinde Bad Zwischenahn befindet sich im selben Gebäude wie die Grundschule Rostrup und unterrichtet etwa 70 Kinder in vier Klassen.
BBS Ammerland

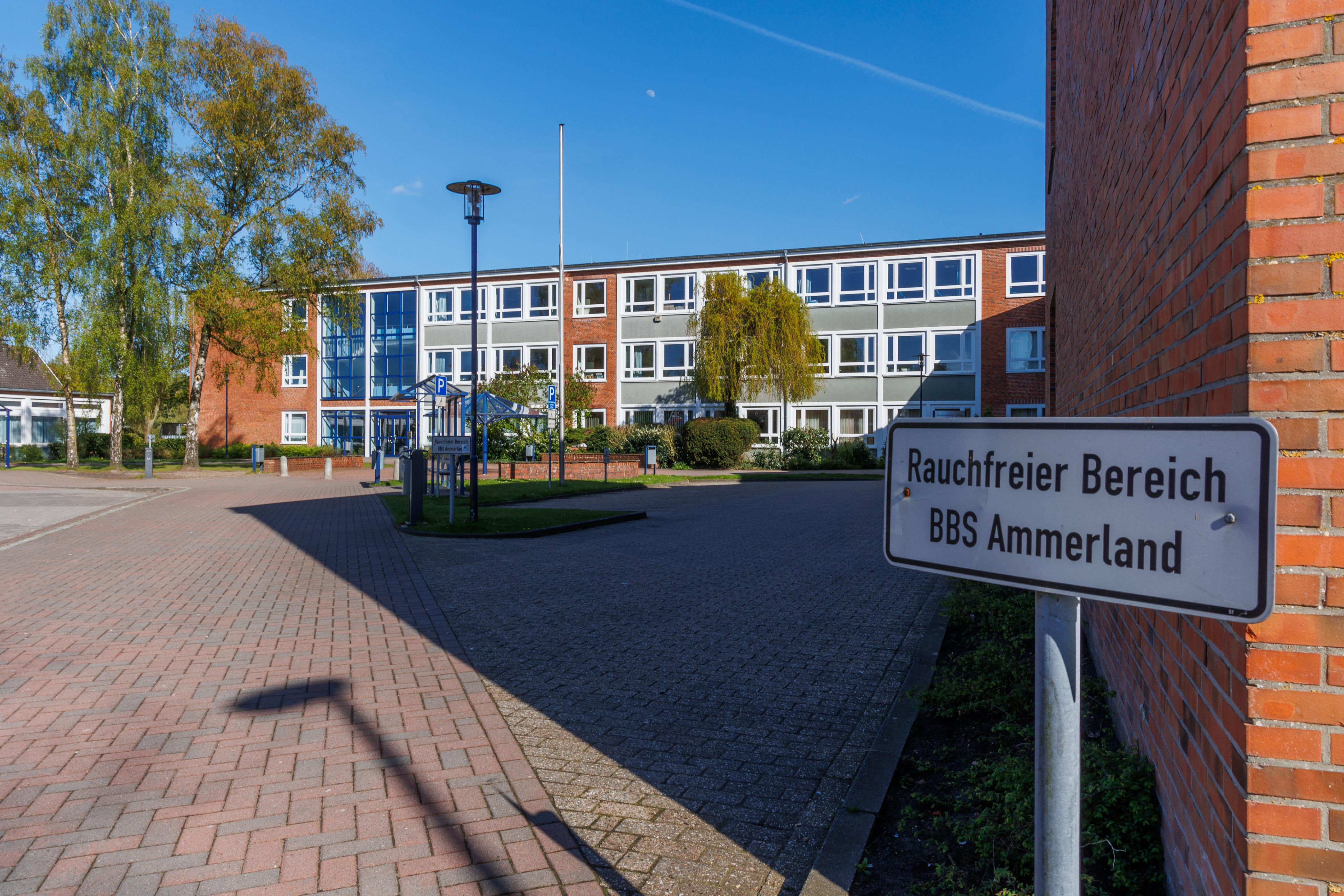
Berufsbildenden Schulen Ammerland in Rostrup

Seit 1970 sind die Berufsbildenden Schulen des Landkreises Ammerland in Rostrup angesiedelt. Heute werden dort etwa 3500 Schüler in ca. 180 Klassen unterrichtet.
Bau-ABC
Das Ausbildungscentrum der Bauwirtschaft bietet als Teil der Bau-Akademie Nord überregional überbetriebliche Aus- und Weiterbildung für Angehörige der Bauwirtschaft. Es befindet sich in unmittelbarer Nähe der Berufsbildenden Schulen.

## Park der Gärten
Auf dem Gelände der ehemaligen Gartenbauversuchsanstalt fand 2002 die Niedersächsische Landesgartenschau statt. Nach ihrem Ende blieb Grünanlage mit ihren Schaugärten erhalten und wird als Park der Gärten als öffentlicher Erholungspark genutzt. Im Sommer finden hier kulturelle Veranstaltungen statt.

## Verkehr
Rostrup ist nicht an das Fernstraßennetz angebunden, seit die damalige Bundesstraße 75 nach der Fertigstellung der Autobahn 28 zwischen Westerstede und Oldenburg zur Landes- bzw. Kreisstraße heruntergestuft wurde.
Die Buslinien Oldenburg–Bad Zwischenahn–Westerstede und Bad Zwischenahn–Rastede sorgen für einen Anschluss an den  Öffentlichen Personennahverkehr. Es gibt auch mehrere Schulbuslinien. Alle Linien fahren im Verkehrsverbund Bremen/Niedersachsen.
Etwa stündlich halten im Sommer Fähren, die das Zwischenahner Meer mit Halten an den Anlegern in Bad Zwischenahn, Rostrup und Dreibergen in etwa einer Stunde umrunden.

## Sonstiges
- 1986 wurde anlässlich des 75-jährigen Jubiläums des Schützenvereins mitten im Ort ein original bayrischer Maibaum aus dem freundschaftlich verbundenen Türkenfeld aufgestellt. Nachdem der aus Holz gefertigte Baum wenige Jahre später morsch geworden und bei einem Sturm umgestürzt war, wurde er durch einen von einer Schiffswerft erstandenen Stahlmast ersetzt[9].